# Yoshihiro Shoji
Yoshihiro Shoji (庄司 悦大 Shoji Yoshihiro?), född 14 september 1989 i Shizuoka prefektur, är en japansk fotbollsspelare som spelar för FC Gifu.
Shoji började sin karriär 2012 i FC Machida Zelvia. Efter FC Machida Zelvia har han spelar för Renofa Yamaguchi FC, FC Gifu, Vegalta Sendai och Kyoto Sanga FC.